# Saleh Bakri
Pour les articles homonymes, voir Bakri.
Saleh Bakri (en arabe صالح بكري, hébreu סאלח בכרי), né le 1er mars 1977 à Jaffa en Israël, est un acteur arabe israélien d'origine palestinienne. Sur scène, il joue indifféremment en hébreu et en arabe.

## Biographie

### Famille
Saleh Bakri naît à Jaffa dans une famille arabo-musulmane,. Sa mère est originaire de cette même ville et son père de (en)Baana en Galilée. Il est le fils de l'acteur et réalisateur Mohammed Bakri et le frère aîné des acteurs Adam Bakri et Ziad Bakri dans une fratrie de six,,,.

### Formation
Il finit en 2000 ses études à la Haute École d'art dramatique Beit Zvi, dans la ville de Ramat Gan à Tel Aviv.

### Carrière
Il débute sur la scène israélienne au théâtre, notamment dans la pièce La jeune fille et la mort mise en scène par son ami Juliano Mer-Khamis. Il joue également Hamlet en arabe dans les rues de Haïfa. 
En 2007, Bakri joue dans deux films, La Visite de la fanfare (transl. du titre original : Bikur Ha-Tizmoret) d'Eran Kolirin et Le Sel de la mer (transl. du titre original : Milh Hadha al-Bahr) d'Annemarie Jacir - la première performance de Bakri dans un film arabe et le film officiel de la Palestine pour les Oscars, qui lui ouvre ainsi une nouvelle carrière. Il gagne cette même année, l’Ophir du cinéma du meilleur second rôle, attribué par l'Académie du cinéma israélien, ainsi que le prix de l'acteur le plus prometteur au Festival du film de Jérusalem, pour La Visite de la fanfare, où il incarne Haled (Khaled), jeune et beau trompettiste de l’orchestre cérémoniel de la police égyptienne d’Alexandrie. 
Par la suite, il joue le personnage de Sami, instituteur et mari de Leïla (Leïla Bekhti) dans La Source des femmes de Radu Mihaileanu, sorti en 2011 en France. 
En 2013, il joue le rôle-titre dans le thriller italien Salvo qui remporte le Grand Prix de la Critique au Festival de Cannes de la même année. 
Deux ans plus tard, il apparaît dans la production scénique du Royal Court Theatre à Londres de Fireworks, mise en scène par la Dalia Taha, qui traite de deux familles vivant sous le blocus de la bande de Gaza. 
Il joue en 2017 aux côtés de son père Mohammad Bakri dans le film Wajib réalisé par Annemarie Jacir, où il incarne Shadi, un jeune expatrié palestinien avec un passeport israélien qui revient dans sa ville natale de Nazareth pour organiser le mariage de sa sœur avec son père. 
En 2021, le court-métrage The Present (Le Cadeau) de Farah Nabulsi, qui se déroule dans les enclaves palestiniennes de Cisjordanie occupée par Israël, où il joue, est nommé pour l'Oscar du meilleur court métrage d'action en direct et remporte le prix BAFTA du meilleur court métrage,. La même année, il joue dans le film dramatique controversé Amira du réalisateur Mohamed Diab, qui traite du trafic de sperme dans les prisons israéliennes et devait représenter la Jordanie aux Oscars, mais après que le Hamas et les organisations de prisonniers palestiniens ont protesté contre la nature du film, le royaume jordanien décide de ne pas l'envoyer aux Oscars américains « par respect pour les sentiments des prisonniers et de leurs familles », quand l'Arabie saoudite le déprogramme de son premier grand festival du film,. 
L'année suivante, il joue dans Le bleu du caftan de Maryam Touzani, aux côtés de Lubna Azabal, qui traite du thème de l'homosexualité et la maladie. Nommé pour une douzaine de prix de festivals internationaux, ce film marocain remporte sept prix,,. 

### Engagement
En 2013, Salih Bakri annonce qu'il cessera d'apparaître dans des pièces de théâtre et des films israéliens, comme une « protestation contre le fascisme croissant en Israël ». Il refuse également de jouer dans toute production financée par le gouvernement israélien.
Revendiquant l'appellation de Palestinien, il « ne ressent aucun lien avec Israël. Israël a détruit (s)a vie, la vie de (s)on père, la vie de (s)on peuple. Et cette destruction se poursuit ». En 2014, il indique son respect pour les Frères musulmans, capables selon lui d'établir la démocratie et l'année suivante, il revendique soutenir le boycott d'Israël qu'il considère régi par l'apartheid et souhaite que la Cour pénale internationale criminalisera Israël et transformera ce pays en « État paria sur la scène internationale ... pour rendre justice aux Palestiniens »,. Il est ainsi membre du tribunal Russell sur la Palestine.

## Filmographie
- 2003 : Chic Point de Sharif Waked (court métrage) :
- 2004 : God's Stories : Joseph (série télévisée)
- 2007 : Le Tombeau de Jésus de Simcha Jacobovici (docu-fiction tv) : Jésus de Nazareth
- 2007 : La Visite de la fanfare d’Eran Kolirin : Khaled
- 2008 : Le Sel de la mer (Milh Hadha al-Bahr) d’Annemarie Jacir : Emad
- 2008 : L'Anniversaire de Leila de Rashid Masharawi : ancien prisonnier
- 2009 : Le Temps qu'il reste d’Elia Suleiman : Fuad Suleiman
- 2009 : Dog Days d’Eyas salman (court métrage)
- 2011 : La Source des femmes de Radu Mihaileanu : Sami
- 2011 : Fireworks de Giacomo Abbruzzese (court métrage) :
- 2012 : Quand je t'ai vu (Lamma shoftak) d'Annemarie Jacir : Layth
- 2012 : Wild Horses d’Amit Carp (court métrage) : Shadi
- 2012 : Water de Mohammad Bakri (film collectif)
- 2013 : Salvo de Fabio Grassadonia et Antonio Piazza : Salvo
- 2014 : Girafada de Rani Massalha : Yacine
- 2015 : Zinzana (en) de Majid Al Ansari (en) : Talal
- 2017 : Wajib d’Annemarie Jacir : Shadi
- 2017 : Bonboné de Rakan Mayasi (court métrage) :
- 2018 : The Tower de Mats Grorud (en) : Yehia
- 2018 : Ni dieux ni maîtres d'Éric Cherrière : l'étranger
- 2019 : My Zoé de Julie Delpy : Akil Keser
- 2020 : Le Cadeau (en) (The Present) de Farah Nabulsi (en) (court métrage) : Yusef
- 2020 : Flasbellek de Derviş Zaim : Ahmet
- 2021 : Grasshoppers de Brad Bischoff : Nijm
- 2021 : Amira de Mohamed Diab : Etai
- 2021 : Costa Brava, Lebanon de Mounia Akl : Walid
- 2022 : Le Bleu du caftan de Maryam Touzani : Halim
- 2022 : Beirut Hold'em de Michel Kammoun
- 2022 : Alam de Firas Khoury : oncle Naji
- 2025 : Palestine 36 d'Annemarie Jacir

## Distinctions
- Festival international du film de Jérusalem 2007 : Prix Wolgin de la révélation pour La Visite de la fanfare
- Prix de l'Académie du cinéma israélien 2007 : Meilleur acteur dans un second rôle pour La Visite de la fanfare
- Festival international du film de Dubaï 2017 : Prix d'interprétation masculine pour Wajib
- CinEuphoria Awards (es) 2019 : Meilleur duo international avec Rana Alamuddin pour Bonboné
- Festival international du court métrage de Manhattan 2020 : Prix d'interprétation masculine pour Le Cadeau